# المركز التقني لمواد البناء والخزف والبلور

## تعريف الهيكل
المركز التقني لمواد البناء والخزف والبلور (بالفرنسية: Centre technique des matériaux de construction, de la céramique et du verre أو اختصارا CTMCCV)‏ هو مركز فني تونسي يعمل تحت إشراف وزارة الصناعة.

## نبذة تاريخية
أنشأ المركز في 1982، لتطوير وتعزيز قطاع صناعات مواد البناء والخزف والزجاج في تونس. ينشط المركز على الصعيدين الوطني والدولي، وله علاقات تعاون وثيقة مع مختلف المؤسسات والمنظمات.

## النشاط والمهام
يهدف المركز إلى تقديم المشورة والمساعدة والدعم للمؤسسات الصناعية في قطاع الكيمياء في تونس. يعمل المركز في صالح نمو وتطوير هذا القطاع من خلال خدمة الشركات بالإجراءات التالية:
- المساعدة الفنية والمشورة.
- التحليل، الفحوصات المخبرية والمعايرة.
- التدريب.
- البحث والتطوير.
- التعزيز الصناعي.
- المعلومات والاتصالات.

## روابط خارجية
- الموقع الرسمي.
- موقع وزارة الصناعة والمؤسسات الصغرى والمتوسطة .
- موقع البيانات المفتوحة .
- سجل البيانات المفتوحة .